# Новосёлки (Сырокоренское сельское поселение)
Новосёлки— деревня  в  Смоленской области России,  в Рославльском районе. Расположена в юго-восточной части области  в 41 к северо-востоку от Рославля, в 2,5 км к северу от  автодороги А101 Москва — Варшава («Старая Польская» или «Варшавка»), в 5 км восточнее Десногорска.   Население — 357 жителей (2007 год). Административный центр Сырокоренского сельского поселения.

## История
Новоселки – это как бы слобода  деревни Старое Сырокоренье. На её околице был усадебный дом помещиков Фраловских, чья дочь – Надежда Филаретовна вышла замуж за инженера Карла Федоровича (Карла Отто Георга) фон Мекка, строившего участок шоссейной дороги Москва-Варшава, пролегавший недалеко от имения, а затем ставшего известным строителем железных дорог России и не менее известным меценатом. Надежда Филаретовна  фон Мекк  унаследовала от отца любовь и тонкий вкус к серьезной музыке, стала другом, ценителем и меценатом Петра Ильича Чайковского. Ей была посвящена 4-я симфония, 1-я сюита для оркестра, три пьесы для скрипки. Около места усадебного дома Фроловских Рославльским вагоноремонтным заводом в 1998 году установлен единственный в России памятник-колонна с памятной доской «…удивительной женщине XIX в.»

## Экономика
Средняя школа, сельхозпредприятие «Новосёлки», деревообрабатывающая фирма "КРОНА"